# Joan Benham
Joan Benham (* 17. Mai 1918 in London; † 13. Juni 1981 in Westminster, London) war eine britische Schauspielerin.

## Leben
Benhams Karriere begann zunächst Ende der 1930er Jahre im Londoner West End als Theaterschauspielerin. Auch wenn sich ihre schauspielerische Tätigkeit später hauptsächlich auf das britische Fernsehen konzentrierte, übernahm sie in regelmäßigen Abständen ihrer Karriere immer wieder Theaterrollen. Am Broadway spielte sie 1954 die Helena in der Wiederaufnahme von William Shakespeares Ein Sommernachtstraum als Partnerin von Patrick Macnee in der Rolle des Demetrius.
Bekanntheit erlangte Joan Benham besonders durch ihre Darstellung der Lady Prudence Fairfaix, einer guten Freundin der Familie Bellamy in der Serie Das Haus am Eaton Place. Diese in regelmäßigen Abständen wiederkehrende, durchgehende Serienrolle spielte sie 1971–1975 in allen fünf Staffeln dieser von ITV produzierten Londoner Familiengeschichte vom Beginn des 20. Jahrhunderts bis in die Zeit der Weltwirtschaftskrise.
Benham übernahm auch Rollen in Kinofilmen. In Erinnerung bleibt sie hier vor allem durch zwei Rollen: als Hausmutter Alice Fanbraid in der Miss-Marple-Verfilmung Mörder ahoi! nach Agatha Christie und als Sekretärin Miss Potter in Hotel International (The V.I.P.s). In beiden Filmen spielte sie an der Seite von Margaret Rutherford.
Außerdem spielte sie von 1972 bis 1973 in der englischen TV-Serie Doctor in Charge und 1974 in der Serie Pater Brown. Für das britische Fernsehen trat sie in Verfilmungen von Theaterstücken auf, so etwa in Lady Windermeres Fächer von Oscar Wilde. 1981 spielte Benham ihre letzte Rolle als Melinda Spry in der britischen Sitcom Terry and June.

## Filmografie
- 1938: Besuch zur Nacht (The Divorce of Lady X)
- 1949: Maytime in Mayfair
- 1952: Mr. Pickwick (The Pickwick Paper’s)
- 1952: Mother Riley Meets the Vampire
- 1955: Der Mann, der Rothaarige liebte (The Man Who Loved Redheads)
- 1955: King’s Rhapsody
- 1956: Ein Kind kommt ins Haus (Child in the House)
- 1956: Heirate nie in Monte Carlo (Loser Takes All)
- 1958: My Wife and I (Fernsehserie)
- 1958: Die letzte Nacht der Titanic (A Night to Remember)
- 1960: Vor Hausfreunden wird gewarnt (The Grass Is Greener)
- 1963: Hotel International (The V.I.P.s)
- 1964: Mörder ahoi! (Murder Ahoy)
- 1968: The Limbo Line
- 1971–1975: Das Haus am Eaton Place (Upstairs, Downstairs)
- 1974: Melissa
- 1977: Hardcore
- 1978: Crown Court (Fernsehserie)
- 1978: Der große Grieche (The Greek Tycoon)
- 1978: Mach’ weiter, Emmanuelle (Carry On Emmanuelle)
- 1981: Terry and June (Fernsehserie)